# Mingghan

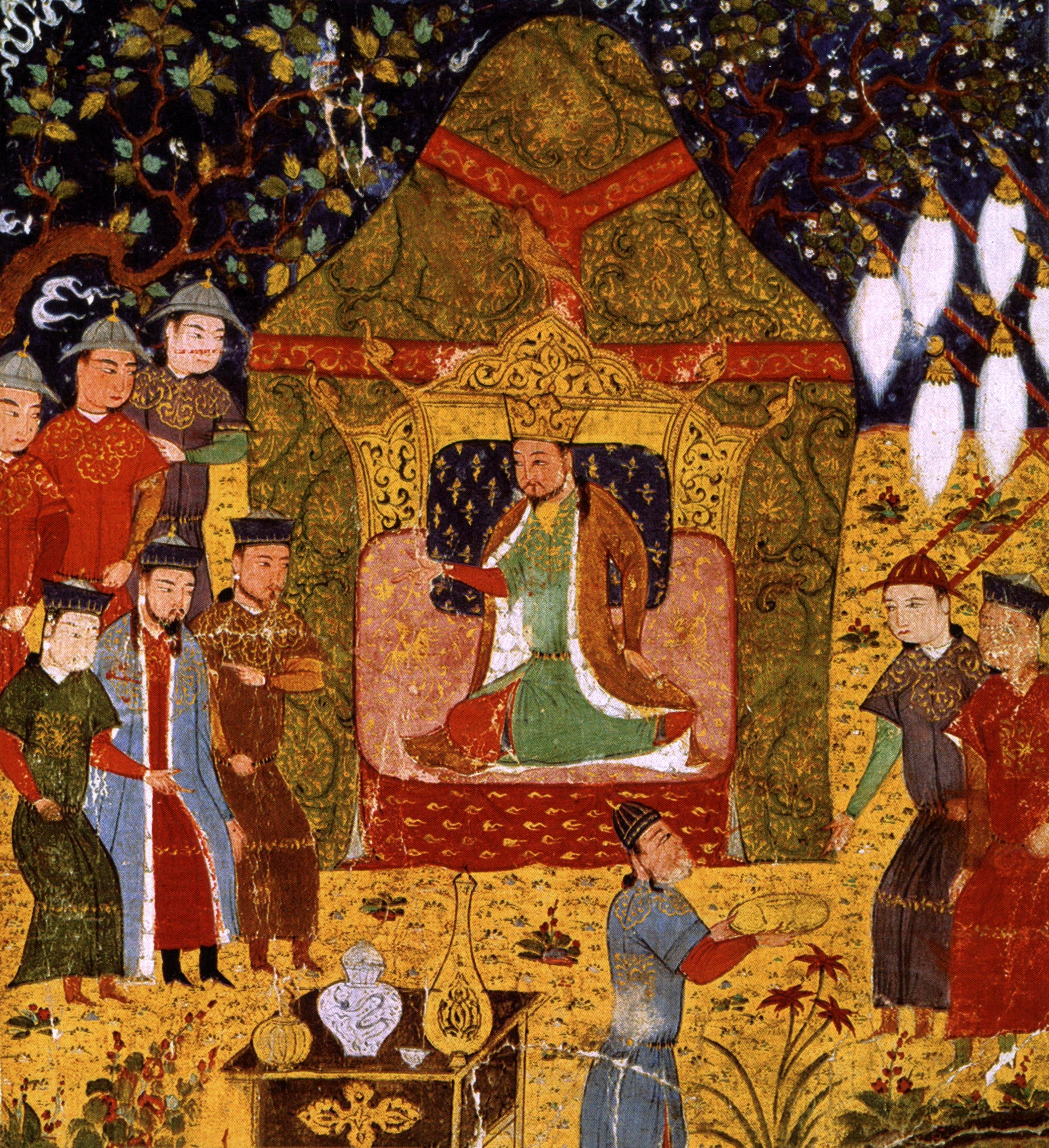
En la primavera de 1206, Genghis Khan ascendió al trono en Yeke Quriltay, en la región donde nace el río Onán. Jami' al-tawarikh, Rashid al-Din.

Mingghan fue el nombre de una unidad social y militar de 1.000 hogares creada por Genghis Khan. De esta agrupación podía ser reclutado un regimiento de 1.000 hombres mongoles. Es parte del antiguo método de organización desarrollada por los nómadas de Asia Central basado en el sistema decimal. Un tumen, que incluía 10.000 hogares y soldados, era el grupo más grande y estaba dividido a diez mingghan. A su vez, un mingghan estaba conformado por 10 jaghuns o 100 arbans. Una cuenta citó que una vez convertido en guardia, era un deber del hijo del comandante de un mingghan incorporar a su hermano menor y a otros diez hombres para servir con él.